# Navojoa
Navojoa è una municipalità dello stato di Sonora, nel Messico settentrionale, il cui capoluogo è la località omonima.
La municipalità conta 163 650 abitanti (2010) e ha un'estensione di 2778,12 km².
Il nome della località significa casa del nopal.